# Mutt e Jeff
Mutt e Jeff é uma dupla de personagens fictícios criados pelo cartunista estadunidense Bud Fisher para protagonizar uma tira de quadrinhos cômicos, publicadas em jornais. A tira começou a ser desenhada em 1907 e foi uma das primeiras a serem impressas diariamente, pois até aquela data os jornais americanos preferiam publicar quadrinhos nos chamados suplementos dominicais. O conceito das tiras diárias já havia sido estabelecido em A. Piker Clerk (1903) de Clare Briggs, mas foi com o sucesso de Mutt and Jeff que o formato se consolidaria.
A tira permaneceu distribuída por syndicates até 1982, com vários artistas trabalhando nela, além do próprio autor. Dos desenvolvedores o principal foi Al Smith que desenhou os quadrinhos da dupla por mais de 50 anos. A série recebeu o formato de revista "comic book" em publicação da All-American Publications. Depois outras editoras lançaram séries como a DC Comics, Dell Comics e Harvey Comics. Os personagens também foram adaptados para desenhos animados, filmes, e propaganda.

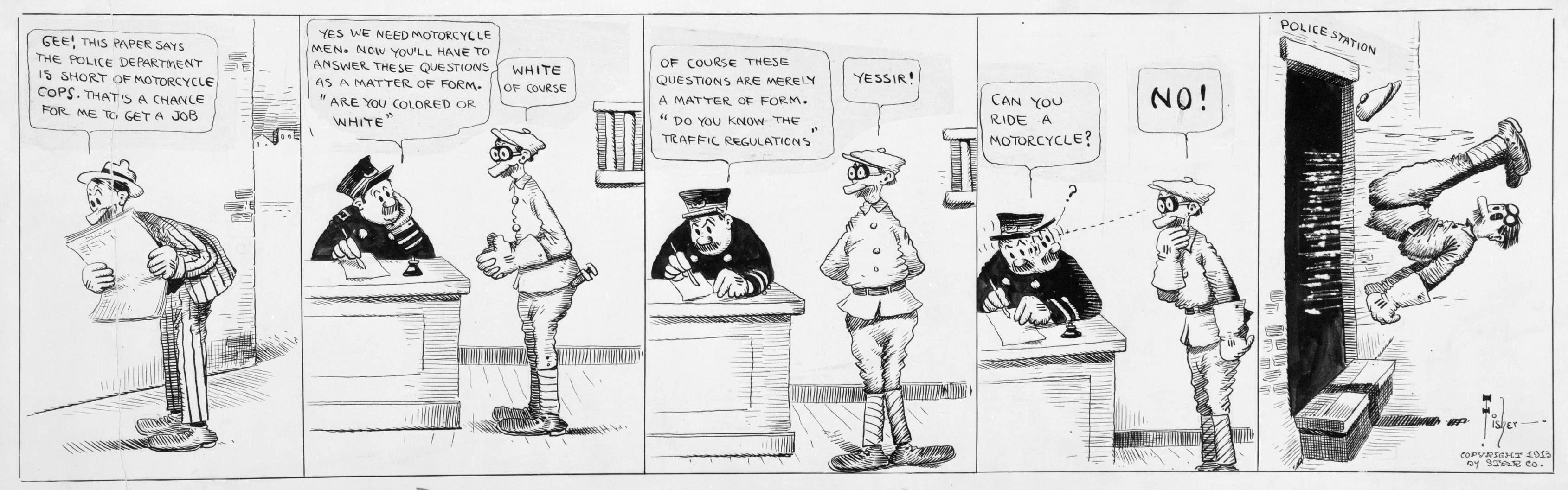
Uma tira de Mutt and Jeff de 1913

## História da publicação
O título da tira inicialmente se chamou A. Mutt e começou a ser publicada em 15 de novembro de 1907, na página de esportes do jornal San Francisco Chronicle. No começo não havia a dupla, que só se formou de fato em 27 de março de 1908, com o surgimento de Jeff. Os episódios eram desenhados um dia antes da publicação e frequentemente faziam referências a acontecimentos locais que estavam  nas manchetes, ou à corridas de cavalo do dia. Em 1908 uma sequência sobre o julgamento de Mutt trazia caricaturas de figuras políticas de São Francisco.
Em 7 de junho de 1908, a tira saiu da página de esportes e foi para o San Francisco Examiner, quando foi licenciada pelo King Features e tornou-se conhecida nacionalmente. Com isso, Fisher se tornaria a primeira celebridade da indústria de quadrinhos.

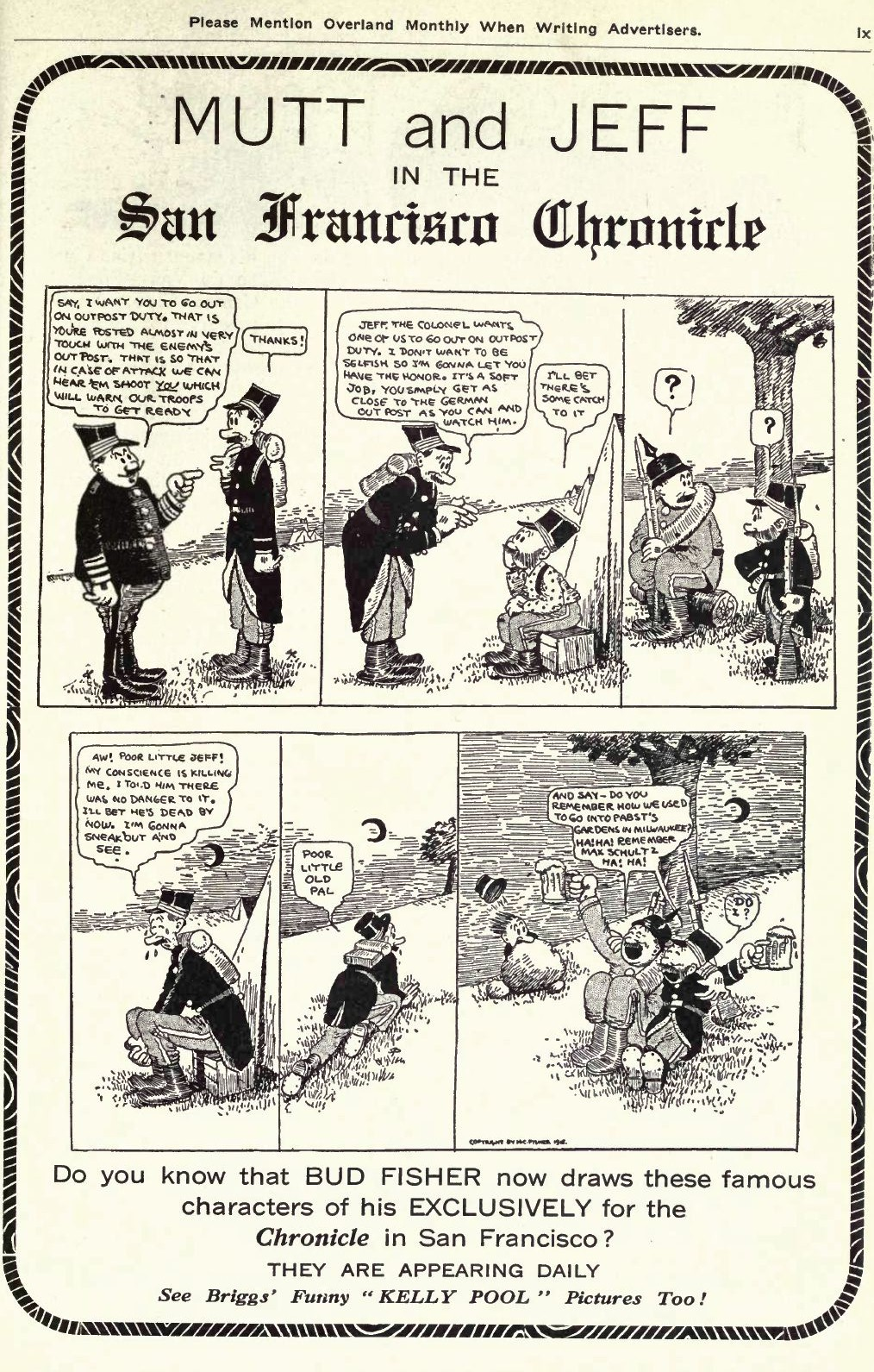
o jornal San Francisco Chronicle anuncia Mutt e Jeff com exclusividade, janeiro de 1916

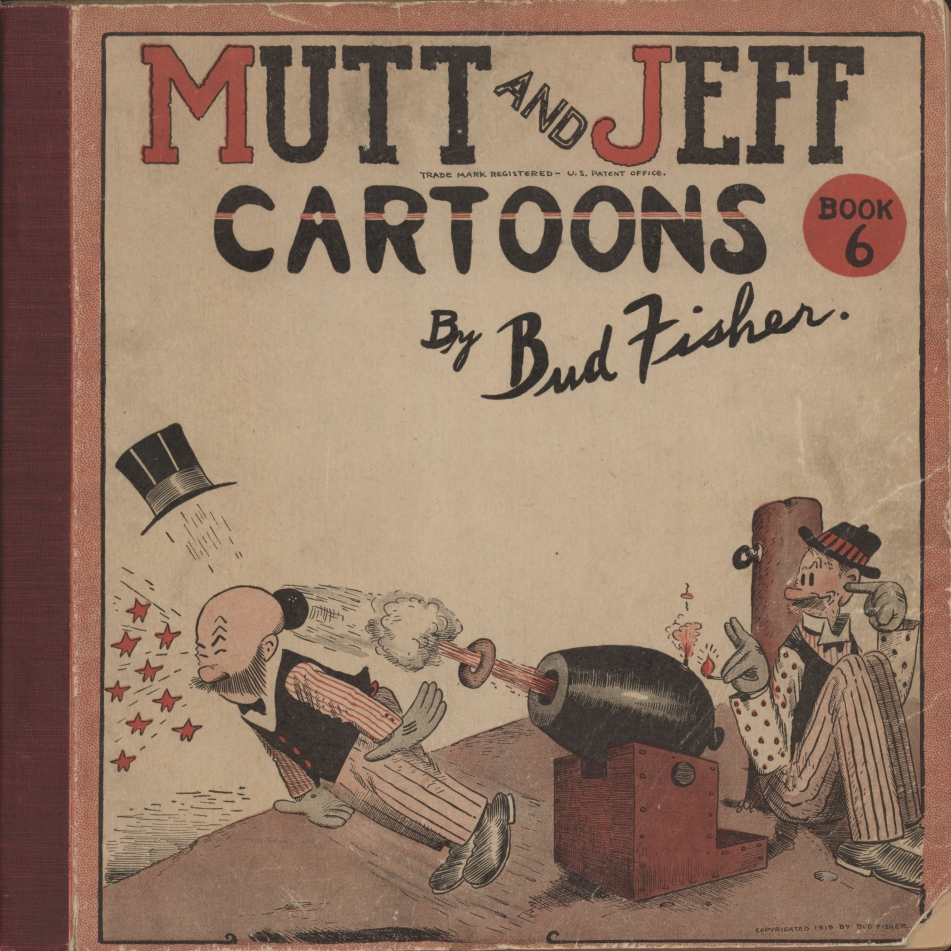
Mutt and Jeff - volume de 1919 com reunião de tiras

Fisher tomou o cuidado de registrar a tira em seu próprio nome, o que facilitou sua mudança para o King Features e impediu o Chronicle de continuar com a tira usando outro artista. Uma disputa entre Fisher e o King Features por volta de 1913, fez com que Fisher levasse sua tira em 15 de setembro de 1915 para o Wheeler Syndicate (depois Bell Syndicate), que garantiu ao autor 60% dos lucros, uma grande soma para a época. Durante a disputa, outros artistas desenharam a tira, como Billy Liverpool e Ed Mack. Também trabalharam na tira como assistentes de Fisher: Ken Kling, George Herriman e Maurice Sendak, ainda estudante secundarista.
Fisher parece ter perdido o interesse pela tira nos anos de 1930 e após o falecimento de Mack (que se tornara assistente de Fisher) em 1932, o trabalho de criação ficou com Al Smith. A tira continuou com a assinatura de Fisher até o seu falecimento, que ocorreu em 7 de dezembro de 1954. A partir dai Smith começou a assinar.
Mutt tinha um filho chamado Cícero e em 1933 surgiu Desdemona, uma gata que Smith introduziu em 1933. Desdemona ganhou tira própria nos suplementos dominicais, com a tira chamada "Cicero's Cat".
Al Smith recebeu o prêmio da National Cartoonists Society em 1968 pelo seu trabalho em tiras de humor. Ele continuou com o desenho de Mutt e Jeff até 1980, dois anos antes do encerramento da publicação da tira.
George Breisacher foi o artista encarregado de desenhar os dois últimos anos da tira.

## Personagens
- Augustus Mutt: desenhado magro e alto, é um fanático por corridas de cavalos. Ele tem esposa e o filho Cicero, cuja gata apareceu em tira própria chamada Cicero's Cat (O gato de Cícero).

- Jeff, o parceiro de Mutt, sempre de cartola e gravata borboleta. Mutt encontrou Jeff como interno em um manicômio, em função de sua mania de corrida de cavalos. (Com o tempo, o tema recorrente das corridas de cavalo seria deixado de lado). Ele tinha um irmão gêmeo chamado Julius.

- Outros: Gus Geevem, Joe Spivis e "Sir" Sidney (amigos de Mutt e Jeff).

## Revistas em quadrinhos
Além das tiras, Mutt e Jeff também foram publicados em revistas em quadrinhos. Eles apareceram na capa da revista Famous Funnies #1, a primeira no formato das publicações americanas modernas. Em 1939, a DC começou a publicar a série (republicação de tiras) com a dupla, que durou até 1958. A Dell Comics seguiu com a publicação por mais um ano. A Harvey Comics assumiu a publicação dos quadrinhos da dupla, com a inclusão também das tiras de Cicero's Cat.

## Adaptações
- Em 1916, Fisher licenciou os direitos dos personagens para um desenho animado, realizado pelos pioneiros Raoul Barre e Charles Bowers. A série durou 11 anos e teve mais de 300 desenhos de curta-metragem, superando outras séries duradouras do cinema de animação como Krazy Kat e Popeye (este, com as produções para a televisão, somou mais episódios).

- Em 2005 foi realizado um documentário pela Inkwell Images para DVD chamado Mutt and Jeff: the Original Animated Odd Couple.[11]

## Shows e musicais

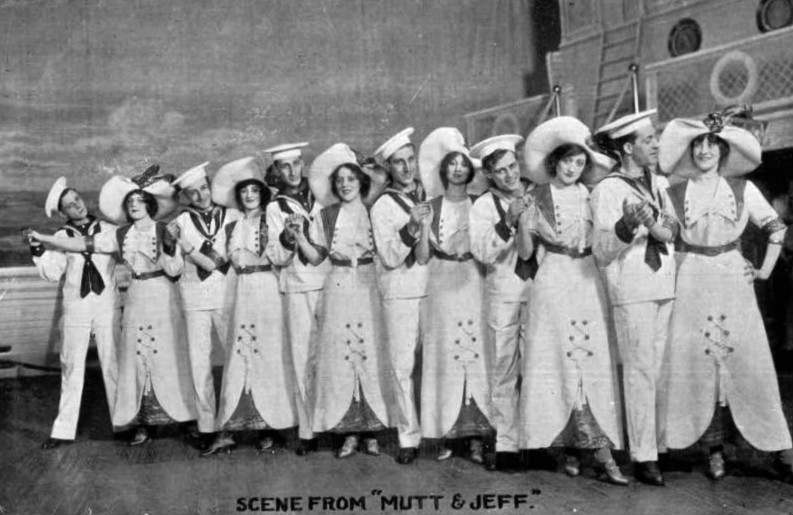
Uma cena do show de 1912 baseado na tira Mutt e Jeff

- Mutt and Jeff: A Musical Comedy Song Book (1912) Dentre as canções onstam: The Barn-Yard Rag; Sail on Silv'ry Moon; Mr. Ragtime Whippoorwill; Oh You Girl!; A Mother Old and Gray; Let Me Call You Sweetheart; Years Years Ago; If I Forget; Bohemia Rag; Undertaker Man; Tell Me That You Love Me
- The Face in the Flag I Love (de Mutt and Jeff in Panama, 1913)
- At the Funny Page Ball (1918)
- Mutt and Jeff on Their Honeymoon (também conhecido como Mutt and Jeff Divorced, 1920) Canções incluem: My Dearie; My Dixie Rose; The Wild Irish Rose That God Gave Me;  Why Can't My Dreams Come True;  Just One Little Smile; Songs My Mother Sang to Me; When Someone Dreams of Someone; When I Am Dreaming of You
- Mutt and Jeff: And They Called It the Funny Sheet Blues (1923)
- Mutt and Jeff Songster (Data desconhecida)

### Programa deMutt and Jeff Divorced(1920)

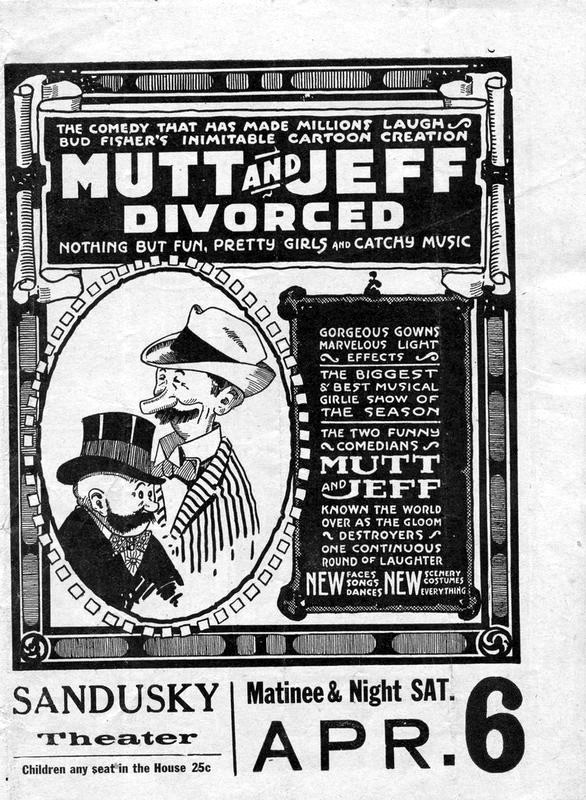
Primeira página do programa do show teatral
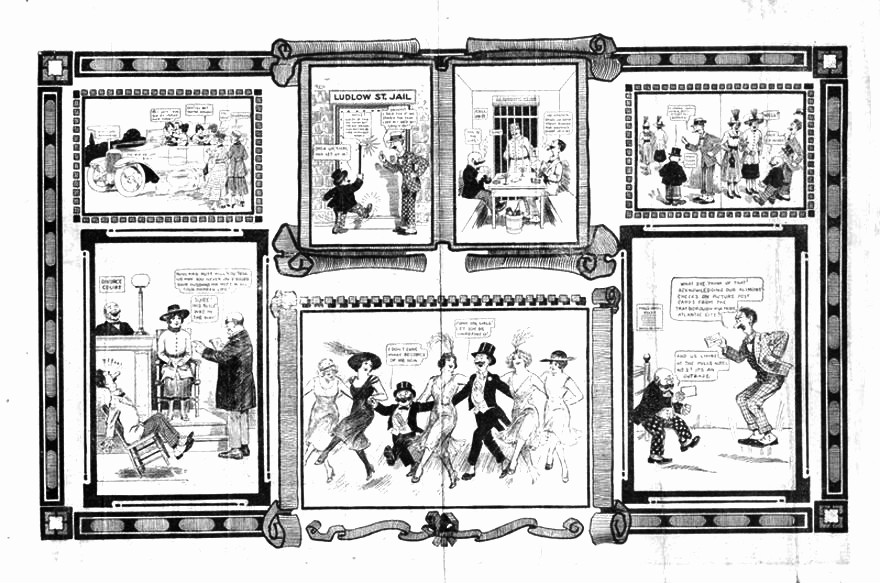
Interior do programa
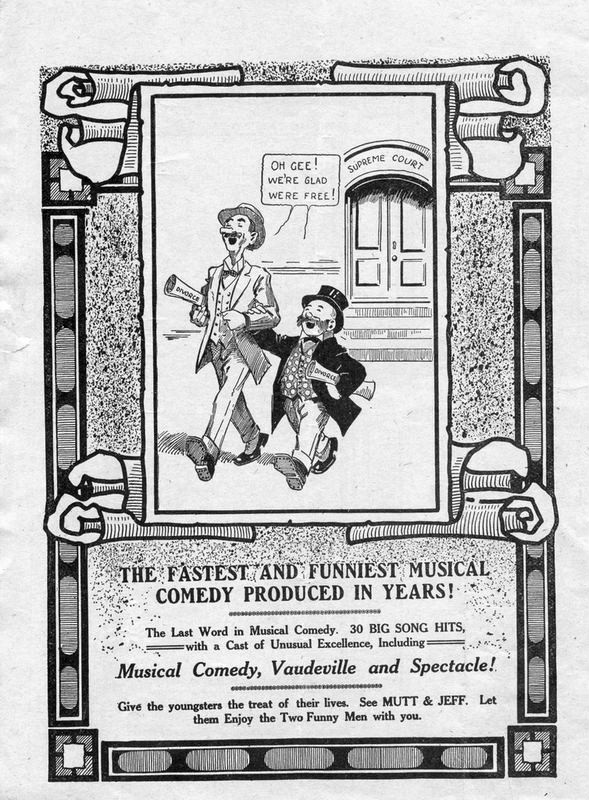
Última página do programa